# Huperzia herteriana
Huperzia herteriana är en lummerväxtart som först beskrevs av Jenő Béla Kümmerle och som fick sitt nu gällande namn av T. Sen och Udayananda Sen.
Huperzia herteriana ingår i släktet lopplumrar, och familjen lummerväxter. Inga underarter finns listade i Catalogue of Life.